# Mevrouw Aardappelhoofd

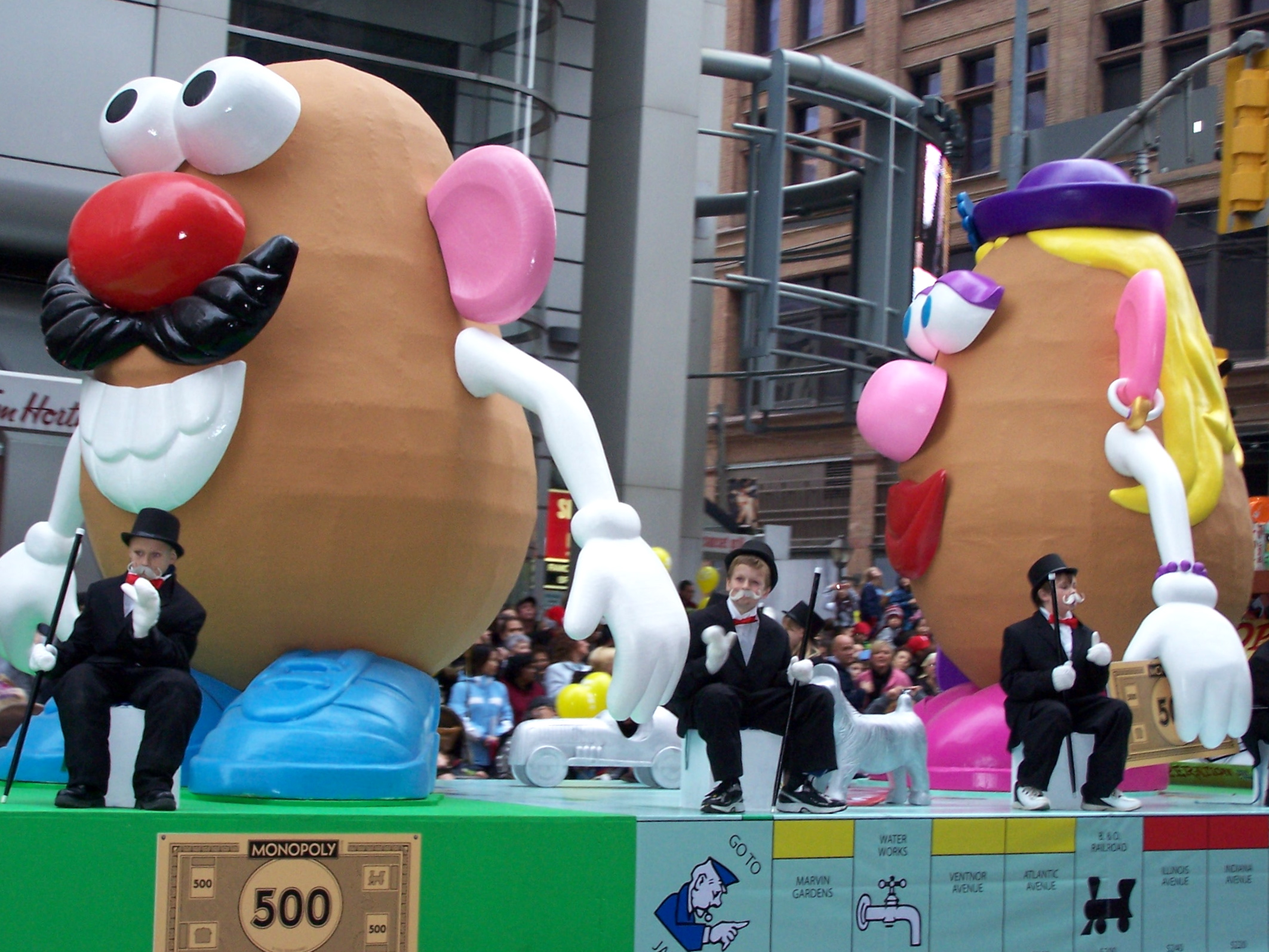
Meneer Aardappelhoofd (links) en Mevrouw Aardappelhoofd (rechts)

Mevrouw Aardappelhoofd  is Amerikaans speelgoed bestaande uit een plastic model van een aardappel dat kan worden versierd met een verscheidenheid aan plastic onderdelen die aan het hoofdgedeelte kunnen worden bevestigd. Deze delen omvatten onder meer oren, ogen, schoenen, een hoed, een neus en een mond. 
Het speelgoed werd in 1953 in het gamma toegevoegd door fabrikant Hasbro als uitbreiding op de sinds 1952 verkochte Meneer Aardappelhoofd. Later volgde nog andere accessoires voor de familie Aardappelhoofd, evenals twee kinderen.

## Toy Story
Mevrouw Aardappelhoofd werd ook een personage van Pixar Animation Studios en Walt Disney Pictures die als echtgenote van meneer Aardappelhoofd en speelgoed van Andy een rol speelt in de Toy Story-speelfilms, -televisieseries en -computerspellen en alles wat bij de mediafranchise werd geproduceerd.
In de eerste film, Toy Story, kwam het personage nog niet voor. Alleen in de slotscènes wordt er al melding gemaakt van haar bestaan wanneer Molly mevrouw Aardappelhoofd ontvangt als kerstcadeau. Meneer Aardappelhoofd is verbaasd en zenuwachtig en besluit zich onmiddellijk te scheren door zijn snor te verwijderen. Mevrouw Aardappelhoofd maakte haar opwachting pas echt in Toy Story 2.
In de originele Engelstalige versie van de films wordt de stem ingesproken door Estelle Harris. Voor de Nederlandstalige nasynchronisaties werd als stemacteur voor de Nederlandse markt eerst Corry van der Linden en vanaf Toy Story 3 Marloes van den Heuvel uitgekozen en voor de Vlaamse markt voor alle films Gilda De Bal.

### Trivia
In Family Guy noemt Peter Griffin mevrouw Aardappelhoofd de enige vrouw die geen enkele Ier kan weerstaan.